# Challenge of the Gobots
Challenge of the Gobots è un videogioco sparatutto a scorrimento pubblicato nel 1987 per Amstrad CPC, Commodore 64 e ZX Spectrum, basato sulla serie animata I Gobots (titolo originale Challenge of the Gobots). In alcune schermate della versione Commodore 64 è anche intitolato Challenge of the Gobots on the Moebius Strip ("sfida dei Gobot sul nastro di Möbius").
L'edizione originale su cassetta include anche un secondo nastro con due tracce musicali di Robert Schroeder.

## Modalità di gioco
Il giocatore controlla Leader-1, un robot in grado di trasformarsi in un jet e uno dei protagonisti anche della serie animata, impegnato a salvare i suoi amici terrestri prigionieri su Moebius, un pianeta artificiale creato dal Dr. Braxis che si estende in una sola dimensione. Moebius è rappresentato come un ambiente a scorrimento orizzontale libero in entrambi i sensi, con la superficie del pianeta sia sul lato inferiore, sia capovolta sul lato superiore. Avvicinandosi ai lati si risente della gravità, che in alto è invertita. La rivista Zzap! 15 giudica il gioco molto simile a Sheep in Space del 1984.
Leader-1 può volare come jet nello spazio centrale, con una certa inerzia nei movimenti, oppure posarsi sulla superficie in alto o su quella in basso e camminare come robot. La trasformazione da una forma all'altra è automatica. Anche nemici e oggetti possono trovarsi in aria e su entrambe le superfici; il contatto con nemici e ostacoli è letale in entrambe le forme. Come armamento Leader-1 può sparare orizzontalmente quando vola, oppure estrarre da terra e lanciare macigni quando cammina.
Per completare un livello è necessario raccogliere dei cloni di Scooter (un altro dei protagonisti del cartone, che si trasforma appunto in scooter) e sganciarli come bombe per distruggere tutte le basi nemiche a forma di cupola presenti sulle due superfici.
Un menù di impostazioni permette di regolare alcuni parametri generali, ad esempio disabilitare la gravità o gli scontri con ostacoli di terra.
Con il gioco è incluso anche un programma di libro elettronico in inglese, francese o tedesco che racconta gli antefatti, con interfaccia a cursore e menù, stile Macintosh.